# Œuvres de Philippe Druillet
Pour un article plus général, voir Philippe Druillet.
Cette page recense la bibliographie de Philippe Druillet par ordre chronologique. Sont ici énumérées uniquement ses bandes dessinées, qu'il soit dessinateur ou scénariste.

## 1960-1969
- Le Mystère des abîmes, Éric Losfeld, janvier 1966
Scénario et dessin : Philippe Druillet - Réédité sous le titre Lone Sloane 66 aux Humanoïdes Associés

## 1970-1979
- Les Six Voyages de Lone Sloane, Dargaud, octobre 1972
Scénario et dessin : Philippe Druillet
- Delirius, Dargaud, janvier 1973
Scénario : Jacques Lob - Dessin et couleurs : Philippe Druillet
- Vuzz, Dargaud, avril 1974
Scénario et dessin : Philippe Druillet
- Yragaël ou la fin des temps, Dargaud, avril 1974
Scénario : Michel Demuth - Dessin : Philippe Druillet
- Urm le fou, Dargaud, octobre 1975
Scénario, dessin et couleurs : Philippe Druillet
- Mirages, Les Humanoïdes Associés, avril 1976
Scénario, dessin et couleurs : Philippe Druillet
- La Nuit[1], Les Humanoïdes Associés, octobre 1976
Scénario, dessin et couleurs : Philippe Druillet
- Vuzz T2 : Là-bas[2],[3], Les Humanoïdes Associés, janvier 1978
Scénario et dessin : Philippe Druillet
- Gail, auto-édition, mai 1978
Scénario, dessin et couleurs : Philippe Druillet

## 1980-1989
- Firaz et la ville fleur, Dargaud collection « Pilote », janvier 1980
Scénario : Philippe Druillet - Dessin et couleurs : Picotto
- 1 Salammbô[4],[5]., Les Humanoïdes Associés, octobre 1980
Scénario : Philippe Druillet d’après Gustave Flaubert - Dessin et couleurs : Philippe Druillet
- Le Mage Acrylic, Les Humanoïdes Associés, janvier 1982
Scénario : Philippe Druillet - Dessin : Serge Bihannic
- 2 Salammbô T2 : Carthage, Dargaud, novembre 1982
Scénario : Philippe Druillet d’après Gustave Flaubert - Dessin et couleurs : Philippe Druillet
- 3 Salammbô T3 : Matho, Dargaud, janvier 1986
Scénario : Philippe Druillet d’après Gustave Flaubert - Dessin : Philippe Druillet - Couleurs : Anne Delobel
- Nosferatu, Dargaud, janvier 1989
Scénario et dessin : Philippe Druillet

## 1990-1999
- 3 Canal-Choc T3 : Les Corps masqués, Les Humanoïdes Associés, juin 1991
Scénario : Pierre Christin - Dessin : Philippe Aymond, Hugues Labiano, Philippe Druillet, Philippe Chapelle - Couleurs : Tran-Lê

## 2000-
- 4 Lone Sloane T4 : Chaos, Albin Michel, juillet 2000
Scénario, dessin et couleurs : Philippe Druillet
- 5 Lone Sloane T5 : Delirius 2, Éditions Drugstore, janvier 2012
Scénario : Jacques Lob, Benjamin Legrand - Dessin : Philippe Druillet - Couleurs : Jean-Paul Fernandez
- 6 Lone Sloane T6 : Babel, Glénat, janvier 2020

Scénario : Xavier Cazaux-Zago - Dessin : Dimitri Avramoglou - Couleurs : Stéphane Paitreau - Supervision : Philippe Druillet